# Wachet! betet! betet! wachet! BWV 70a
Wachet! betet! betet! wachet! (in tedesco, "Svegliatevi! Pregate! Pregate! Svegliatevi!") BWV 70a è una cantata di Johann Sebastian Bach.

## Storia
La cantata Wachet! betet! betet! wachet! venne composta da Bach a Weimar nel 1716 e fu eseguita per la prima volta il 6 dicembre dello stesso anno in occasione della seconda domenica di avvento. Il libretto era di Salomo Franck per i primi cinque movimenti e di Christian Keymann per il sesto. La musica è andata interamente perduta. Da questa cantata, successivamente, Bach creerà un arrangiamento, la Wachet! betet! betet! wachet! BWV 70.
Il tema musicale derivava dall'inno Meinen Jesum laß' ich nicht di Christian Keymann, pubblicato nel 1658.